# 1460
1460 (MCDLX) je bilo prestopno leto, ki se je po julijanskem koledarju začelo na torek.

## Dogodki
- 1. januar

## Rojstva
- Thomas Linacre, angleški humanist, zdravnik in filozof († 1524)
- Juda Abravanel (imenovan tudi Leon Hebrejec), portugalski judovski filozof, zdravnik in pesnik († 1523)

## Smrti
- 14. december - Guarino da Verona, italijanski (veronski) humanist (* 1374)
- Paramešvara, indijski matematik in astronom (* 1380)